# Robert McAlister
Walter Robert McAlister, conhecido também no Brasil como bispo Roberto McAlister (London, Ontário, Canadá, 13 de agosto de 1930 – Charlotte, Estados Unidos, 13 de novembro de 1993) foi um pastor pentecostal canadense naturalizado brasileiro, fundador da Igreja de Nova Vida e Igreja Cristã Nova Vida (após à separação).

## Biografia
Vindos de uma família originalmente evangélica e com tradição no reavivamento pentecostal, ele e seus irmãos, Elizabeth e Jack, foram criados na igreja e nunca saíram dela. Seu pai, Walter E. McAlister, era pastor da Igreja da Pedra (pela característica arquitetônica) em Toronto, e superintendente geral das Assembleias Pentecostais do Canadá. Era um homem extremamente humilde. Sua maior característica era nunca falar mal de ninguém. Sua mãe, Ruth, sempre foi dona de casa.
Inicialmente Robert não queria saber de Deus. Quando se converteu, aos dezessete anos, no dia 18 de setembro de 1948, era inspetor de seguros de carro, ou seja, calculava quanto cada carro iria pagar de seguro. Largou esse trabalho para estudar, durante três anos, em uma escola bíblica, a Eastern Pentecostal Bible College, em Peterborough, Ontário, que fica a duas horas ao norte de Toronto, de ônibus.
Após se formar, se tornou missionário, pregando inicialmente nas Filipinas e em Taiwan, em 1953, onde ficou por dois anos. Na volta, passou por Hong Kong e fundou as duas primeiras Igrejas de Nova Vida, que não são vinculadas ao ministério no Brasil. Após uma cruzada em Charlotte, no estado americano da Carolina do Norte, conheceu Gloria, com quem se casou em 10 de junho de 1955. Juntos, Walter e Gloria tiveram dois filhos, Walter Jr. e Heather Ann. Ainda em 1955, Walter McAlister visita o Brasil pela primeira vez e prega cura divina durante vários dias na Assembléia de Deus do Lavras em Minas Gerais.
Após sua estadia nos Estados Unidos, tentou ir para a Índia, mas foi impedido por sua esposa ser estadunidense (na época, a Índia estava reatando as relações com a União Soviética, durante o auge da Guerra Fria). Então ficou em South Bend, em Indiana, lugar onde nasceu seu filho Walter. Em 1956, foi ser missionário em Paris e, após voltar aos Estados Unidos, foi fazer uma campanha evangelística no Brasil, a convite do pastor Lester Sumrall, esteve pregando na Assembléia de Deus de São Cristóvão no Rio de Janeiro como também na Cruzada Nacional de Evangelização. Decidiu que ficaria definitivamente no Brasil, mudando-se em 1959. Inicialmente foi para São Paulo, mas se estabeleceu no Rio de Janeiro, fundando a Cruzada de Nova Vida.
Em agosto de 1960, começou a transmitir o programa Voz da Nova Vida, através da Rádio Copacabana. O programa também foi transmitido através da Rádio Mayrink Veiga e Rádio Guanabara, tendo uma audiência considerável. Em 1967, McAlister e sua igreja compraram a Rádio Relógio, uma das primeiras rádios evangélicas, que transmitia programas como Café Espiritual. A audiência foi considerável. A estação de rádio também era usada como gabinete pastoral.
Em maio de 1961, Walter alugou o auditório da Associação Brasileira de Imprensa e realizou o encontro da Cruzada de Nova Vida, o seu primeiro culto com local fixo e que tiveram a mesma estrutura que é usada hoje nas igrejas da denominação: louvor, oferta, mensagem, oração e testemunho. Desejando ter um templo, alugou um escritório na Avenida Rio Branco. O primeiro templo foi finalmente fundado em 1964, em Bonsucesso e a sede definitiva foi fundada em 1971, em Botafogo.
Em 1965, Walter McAlister se tornou um dos primeiros televangelistas no Brasil com os programas Ponto de Contato e Coisas da Vida, programa que apresentou até 1967 na Rede Tupi. Também escreveu vários livros como As Dimensões da Fé Cristã, Os Alicerces da Fé, As Alianças da Fé, A Experiência Pentecostal, Medo, Crentes Endemoninhados: a Nova Heresia.

Roberto McAlister tinha um histórico cardíaco e já havia feito três operações de ponte de safena. Na última, o coração aderiu ao peito. Quando foram fazer o transplante, teve uma hemorragia e ele não resistiu. Faleceu em 13 de novembro de 1993.